# Сеста-Годано
Сеста-Годано, Сеста-Ґодано (італ. Sesta Godano, ліг. A Sesta) — муніципалітет в Італії, у регіоні Лігурія,  провінція Спеція.
Сеста-Годано розташована на відстані близько 360 км на північний захід від Рима, 60 км на схід від Генуї, 24 км на північний захід від Спеції.
Населення — 1396 осіб (2014).

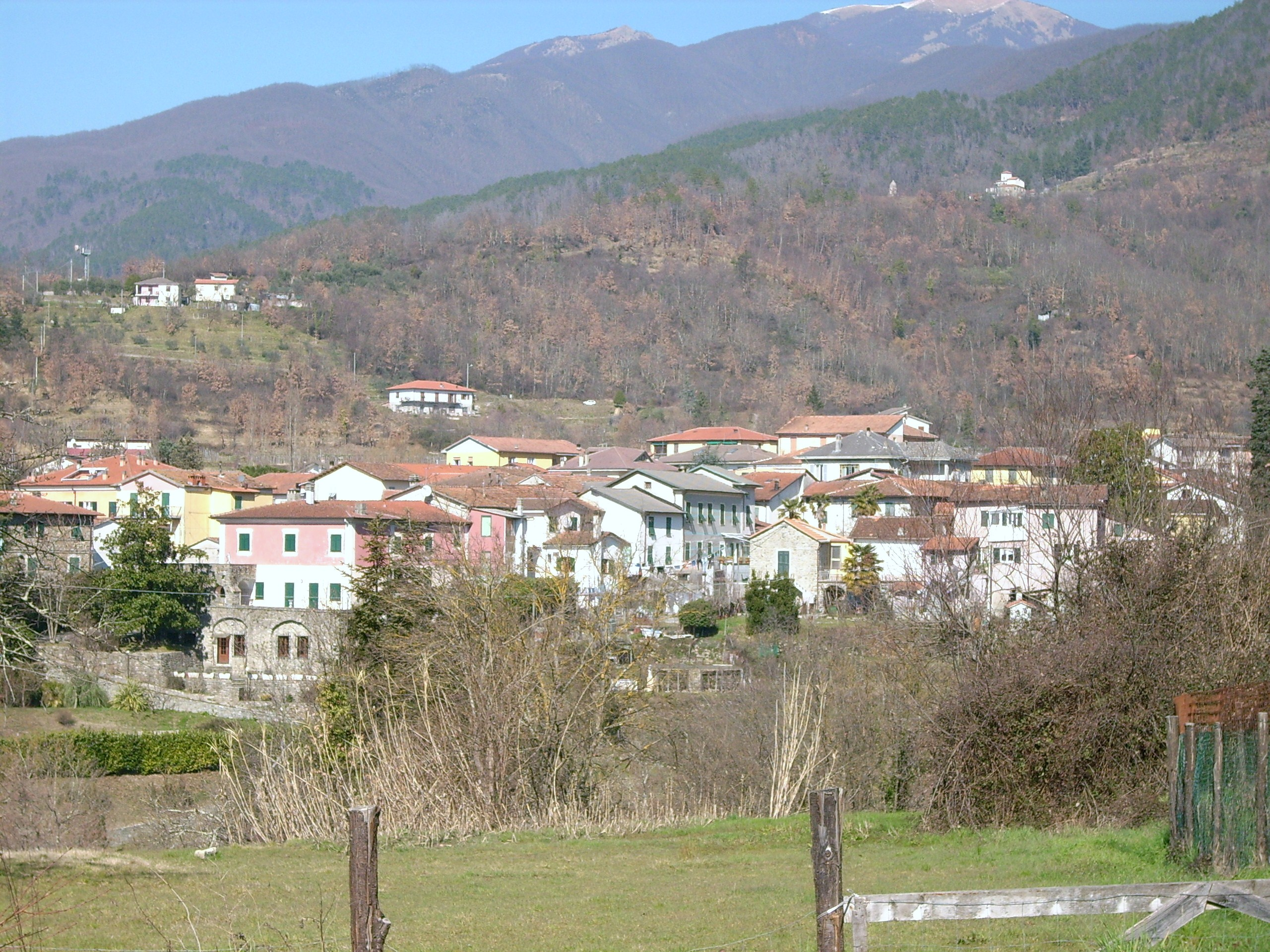

Щорічний фестиваль відбувається 29 червня. Покровитель — San Pietro.

## Демографія
Населення за роками:

Станом на 1 січня 2023 року в муніципалітеті офіційно проживало 77 іноземців з 22 країн, серед них 29 громадян країн Євросоюзу та 2 громадяни України.

## Сусідні муніципалітети
- Альбарето
- Боргетто-ді-Вара
- Бруньято
- Карро
- Карродано
- Варезе-Лігуре
- Цері
- Циньяго